# Budapest Építészeti Nívódíja
A Budapest Építészeti Nívódíja Budapest Főváros Főpolgármesteri Hivatala által 1995-ben létrehozott, évente kiosztott magyar építészeti elismerés, amelyet pályázati úton nyerhetnek el a legkiválóbbnak ítélt, a megelőző két évben emelt budapesti épületek. 

## Története
„A minőségért folytatott harc a reménytelennek tűnő mennyiségi arányok ellenére sem kilátástalan, ha hiszünk abban, hogy nem csak a rossz példa ragadós, hanem a jó példa is elgondolkodtat és követésre késztet.” (Schneller István, 2006)
A Budapest Építészeti Nívódíja pályázatot Schneller István budapesti főépítész kezdeményezésére 1995-ben hirdette meg először a főváros, Az év lakóháza pályázat folytatásaként. A pályázatra Budapest közigazgatási területén elhelyezkedő új, illetve felújított középületekkel és négylakásosnál nagyobb lakóházakkal nevezhettek beruházók, tervezők vagy kivitelezők, amennyiben azok a kiírást megelőző két évben kaptak használatbavételi engedélyt. A jellemzően négy-öt évi díjazott pénzjutalmat, illetve emlékérmet és oklevelet kapott.
A pályázatot 15 év után először a 2010-es önkormányzati választások évében nem hirdették meg, forráshiányra hivatkozva. Kerekes György, a főépítészi iroda 2011-ben kinevezett vezetője 2011 februárjában azt nyilatkozta: hasonló okokból abban az évben sem írják ki a pályázatot. A díjazást 2015-ben indította újra a Budapesti Építészeti Kamara, Budapesti Építészeti Kamara Nívódíja néven. 2017-től ismét Budapest Főváros Főpolgármesteri Hivatalával közösen adják át, eredeti nevén.

## Díjazottak

### 1995

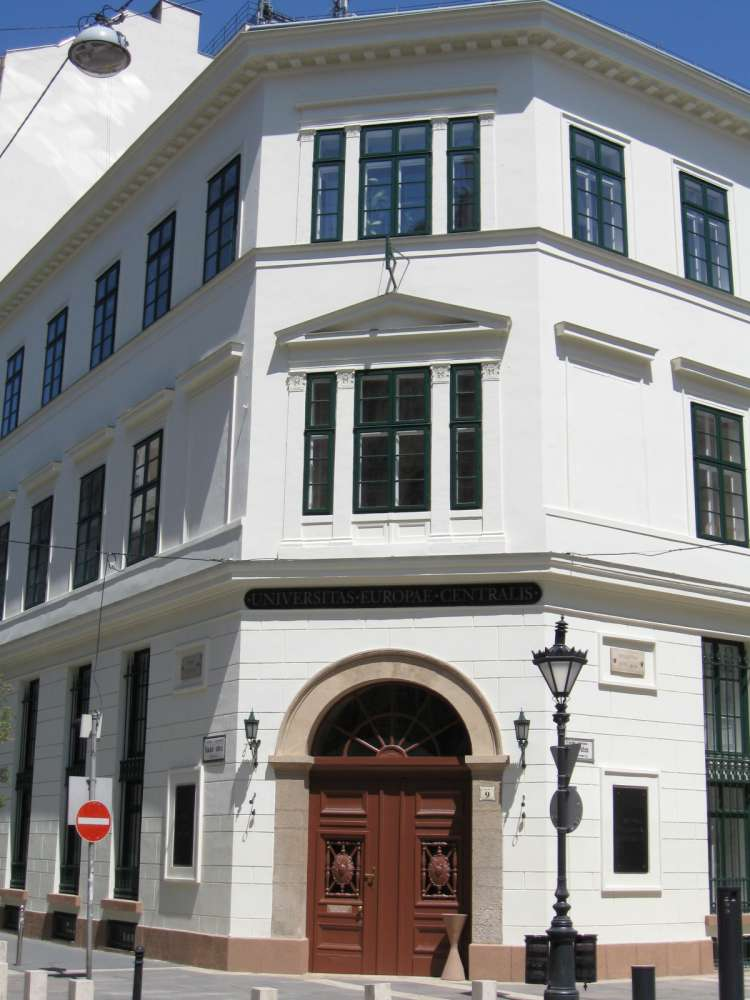
A Közép-európai Egyetem központi épülete

- Közép-európai Egyetem (felújítás és bővítés), V. Nádor utca 9. Építészek: Iványi László, Döbröntei Nóra, Iványi Lászlóné, Kaszás István, Papp Ottóné (Planart Kft.) Belsőépítész: Szűts Zsuzsa (Fraktal Art) – emlékérem és oklevél

- Általános Iskola és Diákotthon, XII. Hegyhát út 33-35. Építész: Bolla Ákos (Schőmer Urbanconsult Kft.) – emlékérem és oklevél

- Lakóépület (felújítás), IX. Liliom utca 33. Építész: Szabó Zerindné (Attik’-Art Kft.) – emlékérem és oklevél

- Hotel Noé – Főtáv Üdülő, III. Királyok útja 301. Építész: Gergely Zsolt, Sattler Anna (Gergely és Sattler Építész Iroda) – oklevél

### 1996
- Lakó- és üzletház, IV. Árpád út 56. Építész: Vadász György DLA, Basa Péter, Takács Tamás (Vadász és Társai Építőművész Kft.) – emlékérem és oklevél

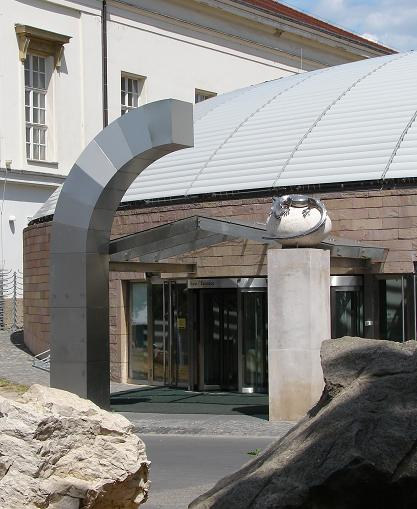
A Magyar Természettudományi Múzeum épülete, a Ludovika egykori lovardája (közben Alfa mozi is volt)

- Magyar Természettudományi Múzeum (műemléki rekonstrukció), VIII. Ludovika tér 2. Építész: Mányi István (Mányi Építész Stúdió), Hübner Tibor (KÖZTI) – emlékérem és oklevél

- Holland Királyság Nagykövetsége, II. Füge utca 5-7. Építész: Fred Dubbeling, Bozsó Annamária, Borostyánkői Mátyás DLA, Nedelykov Ákos (Iparterv) – oklevél

- Családi ház, XI. kerület. Építész: Nánásy Ilona – oklevél

- Ökumenikus iskola, II. Községháza utca 8-10. építész: Kiss Attila (Szerzői Jogvédő Hivatal) – oklevél

- Irodaház, II. Városmajor utca 13. Építész: Lukács István, Vikár András DLA (Lukács és Vikár Építészstúdió – oklevél

### 1997
- Irodaépület és lakóház, I. Pálya utca 1. építész: Marosi Miklós, Farkas Zoltán (KÖZTI) – emlékérem és oklevél

- Körhinta, Budapesti Vidám Park (műemléki rekonstrukció), XIV. Állatkerti körút 14-16. Építész: Baliga Kornél, Szántó Tibor, Nagy Attila (Szántó és Mikó Építészek Tervezőirodája) – oklevél

- Orczy iroda- és lakóházak, VIII. Orczy tér. Építész: Kévés György, Földvári Éva, Kovács András, Bárdi Tibor (Kévés és Építésztársai) – oklevél

### 1998
- Graphisoft Park, III. (Óbuda-Gázgyár) Záhony utca 1. Építész: Cságoly Ferenc DLA, Keller Ferenc (Építész Stúdió) – emlékérem és oklevél

- Fény utcai Piac, II. Fény utca – Lövőház utca. Építész: Cságoly Ferenc DLA, Hőnich Richárd DLA, Bozó András (Építész Stúdió) – emlékérem és oklevél

- Budai Gyermekkórház, III. Bécsi út 96/b. Építész: Csikós Zoltán, Gelesz András, Lenzsér Péter, Németh Tamás, Márton László Attila (Atlant Épülettervező Kft.) – emlékérem és oklevél

- Budavári Önkormányzat Városháza (műemléki rekonstrukció), I. Kapisztrán tér 1. Építész: Komjáthy Attila, Kremnicsán Ilona, Tóth Zsuzsanna (Mérték Építészeti Stúdió) – emlékérem és oklevél

- Lakópark, II. Csejtei utca 15-19. Építész: Pálfy Sándor DLA, Keller Ferenc (Építész Stúdió) – oklevél

- Lakóépület felújítás és bővítés, XII. Bíró utca 10. Építész: Major György DLA (Iparterv) – oklevél

### 1999
- Siemens 3/a Irodaépület, XIV. Hungária körút 128. Építész: Lázár Antal DLA, Reimholz Péter, Gunter R. Standke (A&D Stúdió) – emlékérem és oklevél

- Matáv Igazgatási Központ, I. Krisztina körút 55. Építész: Balázs Mihály DLA (Török és Balázs Építészeti Kft.) – emlékérem és oklevél

- Elefántház és kifutó újjáépítése (műemléki rekonstrukció), XIV. Állatkerti körút, Fővárosi Állat- és Növénykert. Építész: Kugler Katalin (Bfvt Kft.) – emlékérem és oklevél

- Kőrössy-villa felújítása, VII. Városligeti fasor 47-49. Építész: Csabai Flóra – emlékérem és oklevél

- Bonsai Pavilon, XIV. Állatkerti körút, Fővárosi Állat- és Növénykert. Építész: Kis Péter, Szlabey Balázs, Nyitrai Péter (Kis Péter Építészműterme) – oklevél

### 2000
- Hapimag apartmanház, I. Fortuna utca 18. építész: Reimholz Péter (Materv) – emlékérem és oklevél

- Matáv irodaépület, XI. Infopark – észak „G” szektor. Építész: Kertész András Tibor DLA – oklevél

- Centrál Kávéház és Irodaház (felújítás) – V. Károlyi utca 9. Építész: Gereben Gábor (Gereben és Tsa Bt.) – oklevél

- Gravoform Betűház, XIII. Reitter Ferenc utca 50. építész: Sebők Ildikó, Selényi György, Bruckner Csilla (Sebők – Selényi Műépítészet) – oklevél

- Műemléki együttes helyreállítása, I. Döbrentei utca 9. – Apród utca 10. Építész. Ács István (Neo-Invest Kft.) – oklevél

### 2001

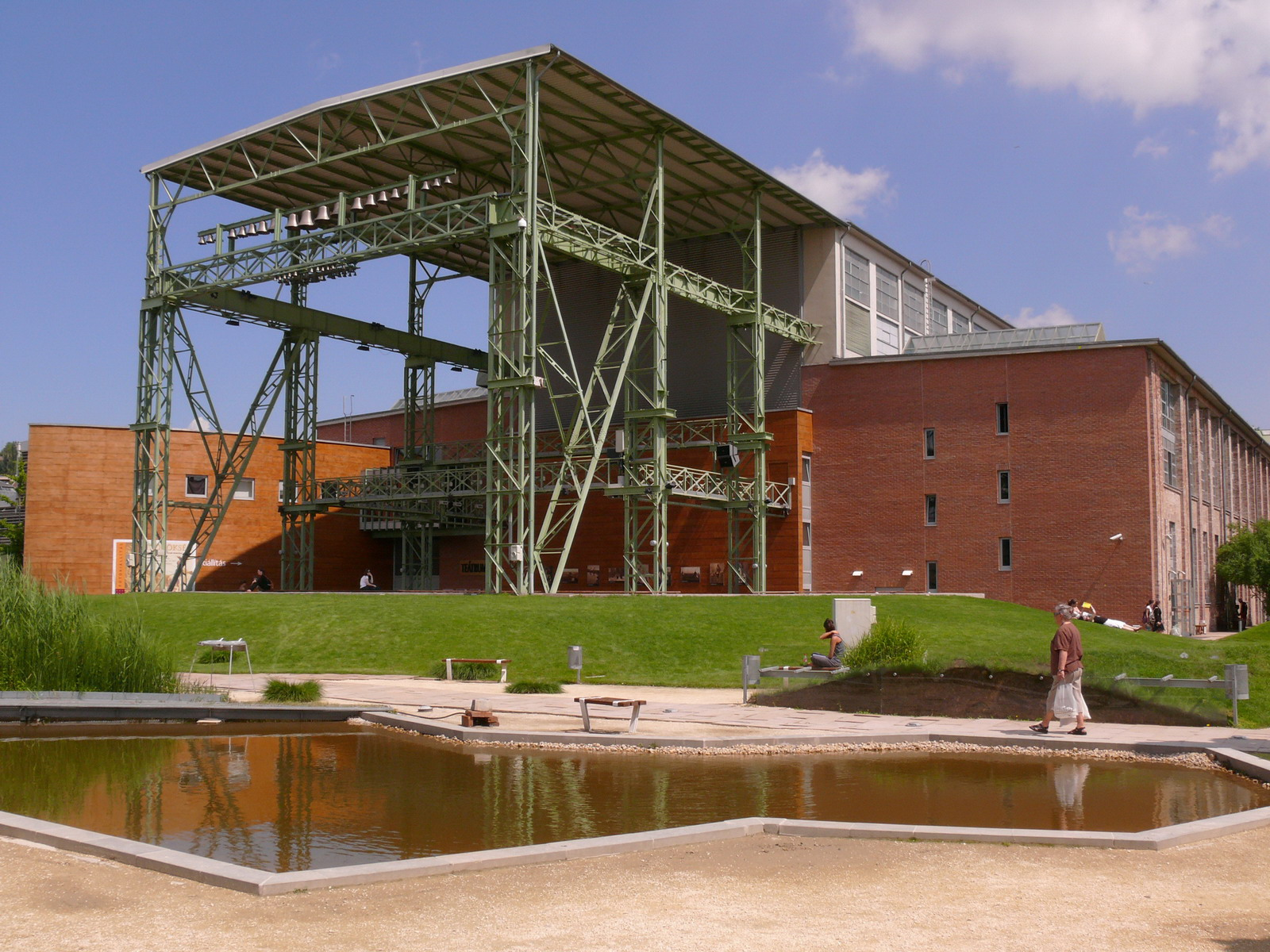
Millenáris kulturális központ, a Teátrum épülete

- Ganz Gyár – Millenáris Park, II. Lövőház utca 39. Építész: Benczúr László, Bozsó Annamária, Takács Ákos, Wéber József (Céh Rt.). Tájépítész: Wallner Krisztina (Új Irány Kft.) – emlékérem és oklevél

- Fővárosi Szabó Ervin Könyvtár (helyreállítás és bővítés), VIII. Szabó Ervin tér 1. Építész: Hegedűs Péter, Hefkó Mihály, Jakab Csaba (Matesz) – emlékérem és oklevél

- Ybl Palota felújítása, V. Károlyi utca 12. Építész: Komjáthy Attila, Kremnicsán Ilona, Klinyecz Gitta (Mérték Építészeti Stúdió) – emlékérem és oklevél

- Raoul Wallenberg vendégház, I. Toldy Ferenc utca 8-10. Építész: Csomay Zsófia, Reimholz Péter (Cet Budapest Kft.) – emlékérem és oklevél

- 20 lakásos társasház, III. Nagyszombat utca 4. építész: Marillai Árpád (Árkád Marillai-Szabó Építész Iroda) – oklevél

- Graphisoft Park fejlesztői épület, III. (Óbuda-Gázgyár) Záhony utca 1. Építész: Lukács István, Vikár András DLA (Lukács és Vikár Építészstúdió) – oklevél

- Budapesti Német Iskola, XII. Cinege utca 8/c. Építész: Hartvig Lajos, Matus István (Bánáti + Hartvig Építésziroda Kft.), Brigitte Scheffler (Scheffler+Partner Architekten Bda) – oklevél

### 2002
- Market Rt. irodaház, XI. Bogdánfy Ödön út 6. Építész: Kocsis Ágnes (Schön Építész Iroda), Schüller Ferenc (Schüller és Társa) – emlékérem és oklevél

- Uzsoki Utcai Kórház, XIV. Róna utca 192-202. Építész: Marosi Miklós, Ács István, Székelyi Zsuzsanna (KÖZTI) – emlékérem és oklevél

- Sándor-palota rekonstrukciója, I. Szent György tér 1-2. Építész: Magyari Éva, Pazár Béa (Mndp) – emlékérem és oklevél

- Skanska Science Park irodaház, XI. Irinyi József utca 4-20. Építész: Nagy Iván, Cságoly Ferenc DLA (Építész Stúdió) – oklevél

- Lakópark, IV. Lahner György út 8. Építész: Szoják Balázs (Szoják és társa Építész Stúdió) – oklevél

- Liget Center (volt MÉMOSZ-székház, felújítás és átépítés), VI. Dózsa György út 84/a. Építész: Erick van Egeraat (Eea Budapest), Komjáthy Attila (Mérték Építészeti Stúdió) – oklevél

### 2003

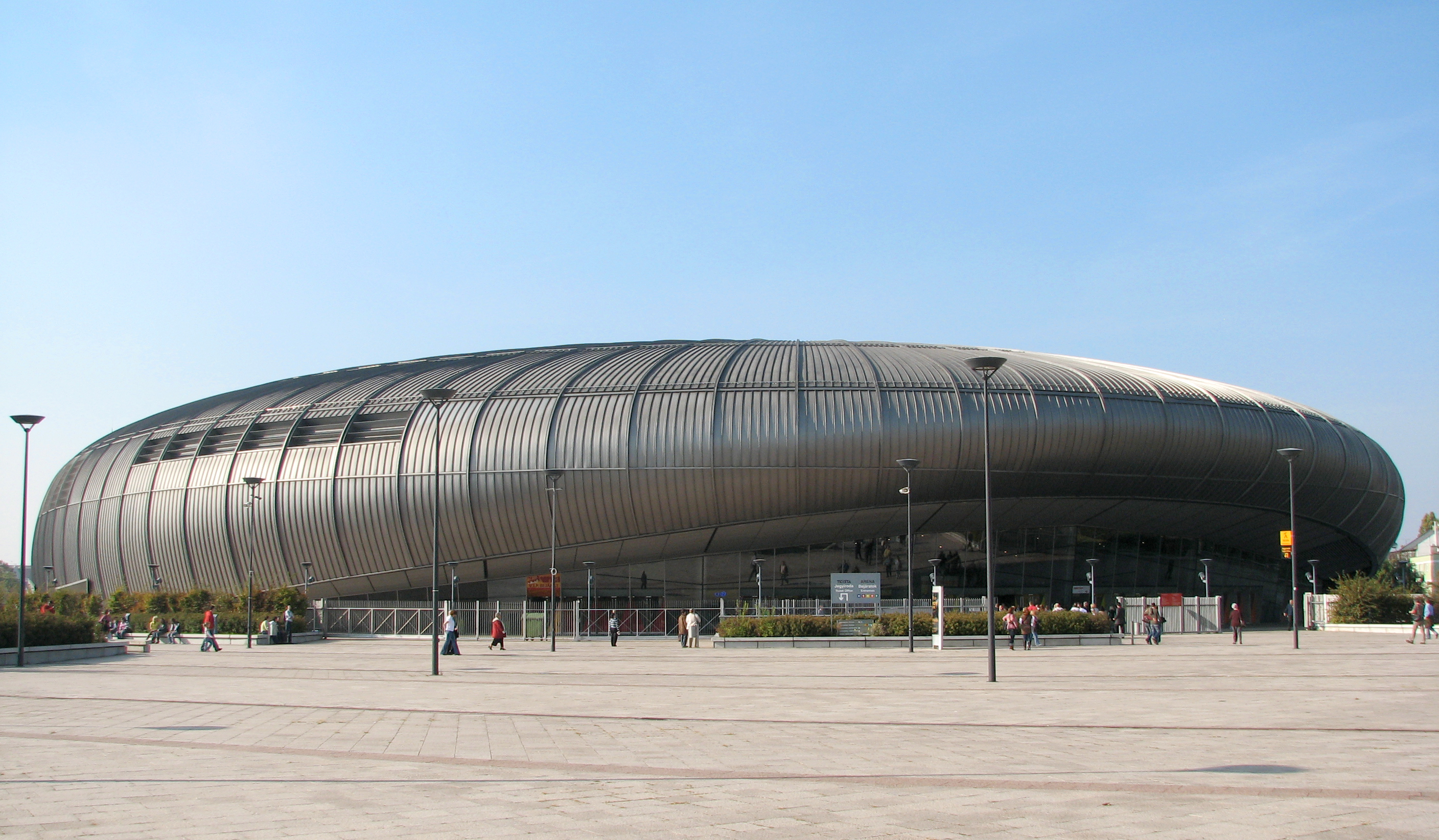
Papp László Budapest Sportaréna

- Budapest Sportaréna, XIV. Hungária körút – Kerepesi út sarok. Építész: Skardelli György, Pottyondy Péter, Gáspár László, Lázár Ferenc, Szabados László (KÖZTI) – emlékérem és oklevél

- Alkotás Point irodaház, XII. Alkotás utca 50. Építész: Hőnich Richárd DLA, Keller Ferenc, Cságoly Ferenc DLA (Építész Stúdió) – emlékérem és oklevél

- Csík Ferenc Általános Iskola és Gimnázium, II. Medve utca 5-7. Építész: Sólyom Benedek DLA, Cságoly Ferenc DLA (Építész Stúdió) – oklevél

- Uránia Nemzeti Filmszínház (műemléki rekonstrukció), VIII. Rákóczi út 21. építész: Mányi István (Mányi Építész Stúdió; belsőépítész: Szenes István (Szenes Design Stúdió) – oklevél

### 2004

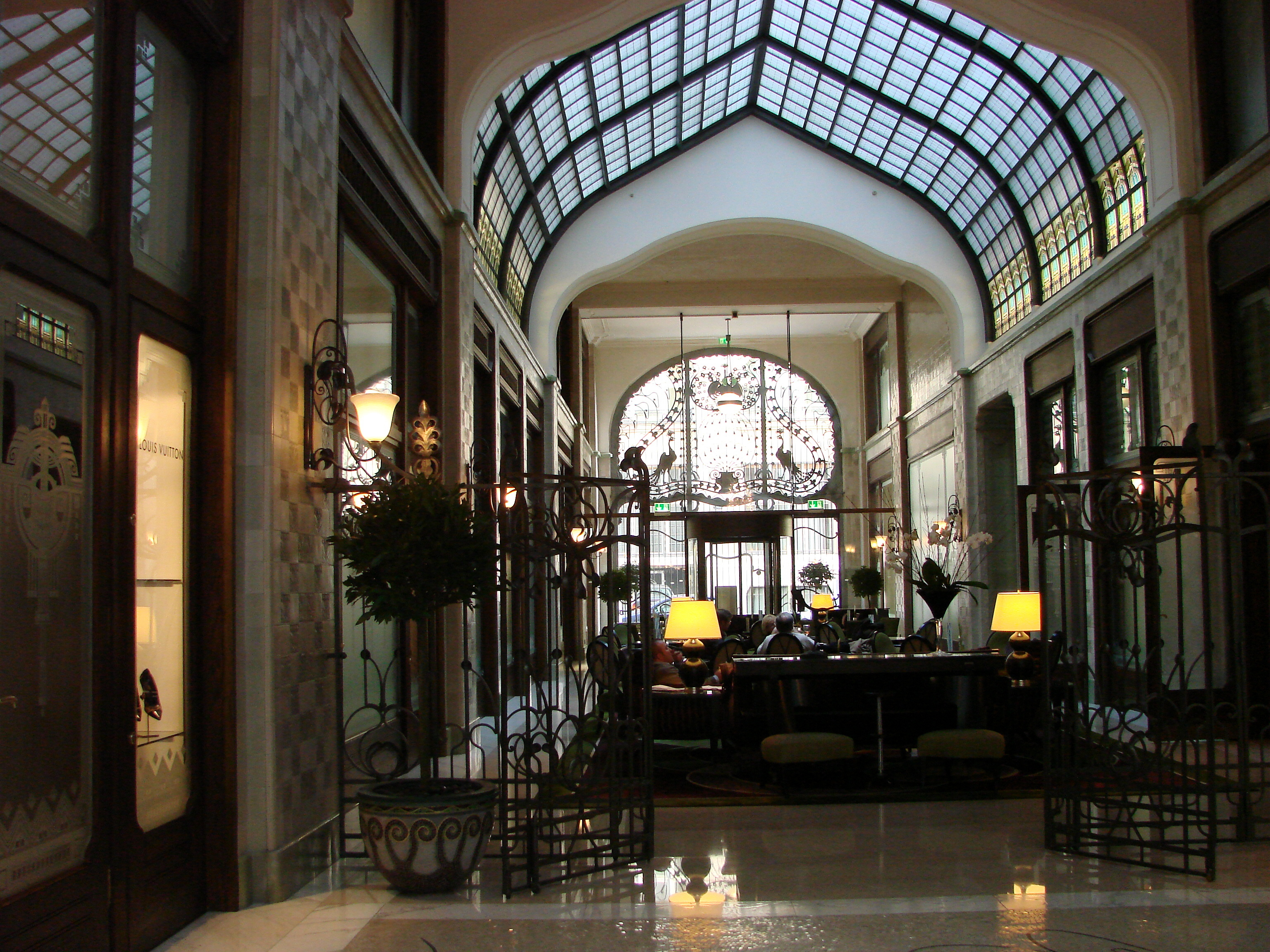
A felújított Gresham-palota egykori üzletárkádja, jelenleg a szálloda lobbija

- Four Seasons Hotel Gresham Palace (felújítás és bővítés), V. Széchenyi István tér 3-5. Építész: Kruppa Gábor, Patrick B. Fejér (Formanyelv Építészeti Iroda) – emlékérem és oklevél

- Holocaust Dokumentációs Központ és Emlékhely, IX. Páva utca 39. Építész: Mányi István, Gáti Attila (Mányi István Építész Stúdió); belsőépítész: Szenes István, Gergely László (Szenes Design Stúdió) – emlékérem és oklevél

- 73 önkormányzati bérlakás, XXI. II. Rákóczi Ferenc utca 97-105. Építész: Csernyánszky Gábor (Radius Építészműterem) – oklevél

- 4 lakásos társasház, XVI. Vágás utca 22. Építész: Kalmár László, Zsuffa Zsolt (Zsuffa és Kalmár Kft.) – oklevél

- Jézus Szíve Népleányai Társasága, VII. Horánszky utca 14. Építész: Major György DLA (Teamajor Kft.) – oklevél

### 2005
- Lakóépület együttes, II. Kapás utca 26-44. Építész: Hajnal Zsolt (Hajnal Építész Iroda) – emlékérem és oklevél

- Kálvin János Idősek Otthona, XII. Nógrádi út 12-14. Építész: Kálmán Ernő DLA (Reálterv Építésziroda Kft.) – emlékérem és oklevél

- Budapesti Műszaki Főiskola, III. Bécsi út 96/b. Építész: Bérces László (Mérték Építészeti Stúdió) – emlékérem és oklevél

- Tranzit Art Café (felújítás és átépítés), XI. Bukarest utca. Építész: Borsay Attila (MCXVI Kft.) – oklevél

- Corinthia Grand Hotel Royal, VII. Erzsébet körút 43-49. Építész: Marosi Miklós, Ács István, Stahl Tibor (KÖZTI – Gad International Ltd.) – oklevél

- Új lakónegyed, IV. Megyeri út – Külső Szilágyi út. Építész: Lukács István, Vikár András DLa (Lukács és Vikár Építészstúdió) – oklevél

### 2006
- II. Rákóczi Ferenc Gimnázium rekonstrukciója, II. Keleti Károly utca 37. Építész: Keller Ferenc, Sólyom Benedek DLA (Építész Stúdió) – oklevél

- 73 lakásos lakóépület, VIII. Futó utca 15-19. Építész: Hajnal Zsolt (Hajnal Építész Iroda Kft.) – oklevél

- Best Western Hotel Parlament, V. Kálmán Imre utca 19. Építész: Németh Tamás, Niczki Tamás (KIMA Stúdió) – oklevél

### 2007
- Infopark D épület, XI. Gábor Dénes u. Építész: Winkler Barnabás (HAP Kft.) – emlékérem és oklevél

- Lánchíd 19 Design Hotel, I. Lánchíd u. 19. Építész-belsőépítész: Sugár Péter, ifj. Benczúr László (RADIUS B+S KFT.) – emlékérem és oklevél

- New York-palota műemléki rekonstrukciója, VII. Erzsébet krt. 9-11. Építész: Benyó László, Benolarch Kft.; felelős műemléki tervező: Kaló Judit, ÁMRK – emlékérem és oklevél

- TONIC tower, XI. Sárbogárdi út 24. Építész: Miltenberger-Miltényi Miklós – oklevél

- Magyar Bíróképző Akadémia, XII. Tóth Lőrinc u. 6. Építész: Kalo Emese, Pásztor József, Halmos Tamás (Építész Kaláka Kft.) – oklevél

- R+C irodaház, XIII. Reiter Ferenc u. 46-48. Építész: Sebők Ildikó, Selényi György (Sebők-Selényi Műépítészet) – oklevél

### 2008
- Kopaszi gát, XI. Kopaszi gát. Építész: Turányi Gábor, Turányi Bence, Mórocz Tamás (T2a Építész Iroda) – emlékérem

- Semmelweis Egyetem, Oktatási Központ, IX. Tűzoltó u. 22. Építész: Noll Tamás, Madzin Attila (M-Teampannon); belsőépítész: Csavarga Rózsa – emlékérem

- Richter Gedeon Kémiai Kutató-, és Irodaépület, X. Budapest, Gyömrői út 30-32. Építész: Zoboki Gábor (Zoboki, Demeter és Társai Építésziroda) – emlékérem

- KRÜLL-UNG irodaház, III. Budapest, Reményi Ede u. 2. Építész: Kalo Emese, Szabó Eszter, Pásztor József (Építész Kaláka Kft.) – emlékérem

- Budafoki víztorony, XXII. Budapest, Kamaraerdei út. Építész: Perényi Tamás, Kolossa József – oklevél

### 2009
- SOHO Hotel, VII. Dohány utca 64. Építész: Marosi Miklós, Sebő István; belsőépítész: Schinagl Gábor – emlékérem

- SZÁMALK Központ, XI. Mérnök utca 39. Építész: Dobai János DLA, Vizdák Janka; belsőépítész: Tardos Tibor – emlékérem

- Római katolikus Plébániatemplom, XV. Újpalota, Pattogós köz 1. Építész: Kruppa Gábor – emlékérem

- Graphisoft Park M épület, III. (Óbuda-Gázgyár) Záhony utca 1. Építész: Vikár András, Lukács István, Gaschler Gábor – oklevél

- Révész utcai rendelő, XIII. Révész utca 10-12. Építész: Nagy Csaba, Niszler Katalin és Benedek Botond – oklevél

- Pannónia Általános Iskola (rekonstrukció), XIII. Tutaj utca 7-11. Építész: Nagy Csaba, Horváth Balázs; belsőépítész: Göde András, Kéry Balázs – oklevél

- Richter uszoda (rekonstrukció), X. Gyömrői út 19-21. Építész: Nagy Csaba, Pólus Károly, Debreczeni András – oklevél

### 2010-2014
A díjat nem adták át.

### 2015 (mint Budapesti Építészeti Kamara Nívódíja)
- A M4-es metróvonal. Építészek: Erő Zoltán, Csapó Balázs, Dévényi Tamás, Gelesz András, Dajka Péter, Hatvani Ádám

- Geometria irodaház. Építészek: Csillag Katalin, Gunther Zsolt

- "Egyetem halottai" emlékmű ELTE Trefort-kert. Tervezők: Albert Farkas, Bujdosó Ildikó, Fajcsák Dénes, Lukács Eszter, Szigeti Nóra, Polgárdi Ákos, Roth János DLA, Szabó Levente DLA

- Móricz Zsigmond téri "Gomba" épülete. Építészek: Szabó Levente DLA, Gyüre Zsolt

- Prezi HQ Irodaház. Építésziroda: MiNUSPLUS Generáltervező Kft.[4]

### 2016 (mint Budapesti Építészeti Kamara Nívódíja)
- Budafoki Szomszédok Piaca. Építész: Kertész András DLA, munkatársak: Juhász Kristóf, Klopp András, Gál Róbert

- Százlakásos passzív társasház, Angyalföld. Építész: Nagy Csaba, munkatársak: Pólus Károly, Kiss Tamás, Déri Dániel, Várhidi Bence

- Kossuth Lajos tér rekonstrukció, Parlamenti Múzeum, Látogatóközpont és mélygarázs. Építészek: Tima Zoltán, Mohácsi Sándor, munkatársak: Németh Tamás, Mélykúti-Papp Dóra, Molnár J. Tibor, Ráti Orsolya, Szabó Máté, Tölgyesi Kaplony

- Idesüss Óvoda és Bölcsőde. Építész: Borsos Melinda, Dimitrijevic Tijana

- Corvin Corner irodaház. Építész: Szász László, munkatársak: Vannay Miklós, Mórocz Balázs, Dombóvári János[5]

### 2017
- Hotel Moments, 1061 Budapest, Andrássy út 8. Építész: Nagy Csaba, Pólus Károly, Nagy Zsolt, Benedek Botond, Déri Dániel, Batta Miklós, Bóday-Bagó Bernadett, Várhidi Bence - Nívódíj

- Kossuth tér átalakítása és pavilonépület, 1184 Budapest, Kossuth tér 1. Építész: Sajtos Gábor építész vezető tervező, Virág Péter, Páll András, Kontra Dániel - Nívódíj

- Tó utca családi ház, 1116 Budapest, Tó utca. Építész: Makrai Sándor, munkatársak: Takács Gergely, Bicski Viktor, Pongor László, Lakner László - kiemelt dicséret

- Meséskert passzívház óvoda, 1134 Budapest, Kassák Lajos utca 17. Építészek: Nagy Csaba, Pólus Károly, munkatársak: Pásztor Ádám, Tőrös Ágnes, Várhidi Bence - kiemelt dicséret

- CEU belvárosi épületegyüttes rekonstrukció, 1051 Budapest, Nádor utca 13‒15. Építész: Sheila O’Donnell, John Tuomey, Mark Grehan, Hidasnémeti Máté - kiemelt dicséret

### 2018
- A Graphisoft Park fogadóépülete. III. Záhony utca 7. Építészek: Sugár Péter, Ilyés-Fekete Zsuzsa és Kun Tamás - Nívódíj

- Ügyfélszolgálati Központ, Budapest-Kőbánya. X. Állomás utca 26. Építészek: Vikár András, Lukács István és Gál Árpád - Nívódíj

- Új Hegyvidék Galéria. XII. Királyhágó tér 10. Építészek: Csóka Bálint, Göde András, Kalászi Zoltán, Pintér Márton, Ábel Viktor - kiemelt dicséret

- Palatinus Strandfürdő főépületének felújítása. Margitsziget, Soós Rezső sétány. Építész: Nagy Csaba, Pólus Károly, Nagy Zsolt - kiemelt dicséret

- Felnőtt és gyermek háziorvosi rendelő rekonstrukciója, Budapest-Kőbánya. X. Kerepesi út 67. Építész: Mészáros Erzsébet (Káva Kft.), Szepesi János (STUDIO STISZE BT.), Stiebel Rita (STUDIO STISZE Bt.) - kiemelt dicséret

- Az őrmezői P+R parkoló és pavilon épülete. XI. Zelk Zoltán út. Építészek: Dévényi Márton, Gyürki-Kiss Pál (Marp Kft.), Dévényi Sándor (Dévényi és Társa Kft.) - kiemelt dicséret

### 2019
- A Régi budai városháza műemléki rekonstrukciója. I. Úri utca 21. Építészek: Szabó Levente DLA (Hetedik Műterem) vezető tervező, Alkér Katalin, Bartha András, Biri Balázs, Terbe Rita DLA, Tolnai Zsolt - Nívódíj

- Újpesti Piac és Vásárcsarnok és UP Újpesti Rendezvénytér, IV. Szent István tér 13-14. Építészek: Bun Zoltán PhD vezető tervező, Bikki István - Kiemelt dicséret

- Láng Művelődési Központ, XIII. Rozsnyai u. 3. Építészek: Nagy Csaba, Pólus Károly (Archikon) felelős tervezők, Dobos Bence László, Tőrös Ágnes, Benedek Botond tervezők - Kiemelt dicséret

- Magyar Telekom és a T-System Hungary közös székháza, IX. Könyves Kálmán krt. 36. Koncepció terv: Tiba János, Honti Viktória, Kőszeghy Flóra, Matúz Melinda - Dicséret

- MOME Műhelyház, Műteremház, Médiaház, XII. Zugligeti út 9-25. Építész vezető tervező: Csomay Zsófia, Németh Tamás, Reimholz Péter - Dicséret

- Klapka Központ Szolgáltatóház, XIII. Klapka utca 17-19. Építész vezető tervező: Marosi Miklós - Dicséret

- NEXON irodaépület és mélygarázs, XIII. Váci út 185. Építész vezető tervező: Fernezelyi Gergely DLA - Dicséret

- Kastélydombi Luther-kápolna, XVIII. Nemes u. 62. Építész vezető tervező: Krizsán András DLA - Dicséret

### 2020
- Vizafogó Óvoda,  XIII. Vizafogó sétány 4. Építész vezető tervezők: Nagy Csaba, Pólus Károly - Nívódíj

- Moholy-Nagy Művészeti Egyetem Campus és Kreatív Innovációs Tudáspark fejlesztése, III. Ütem, XII. Zugligeti út 9-25. Építész vezető tervezők: Csillag Katalin, Gunther Zsolt - Dicséret

- Országos Múzeumi Restaurálási és Raktározási Központ, Közép Európai Művészettörténeti Kutatóintézet, XIII. Szabolcs u. 33. Építész vezető tervező: Vasáros Zsolt DLA (Narmer Építészeti Stúdió) - Dicséret

- Ligeti Miklós műteremvillájának felújítása és átalakítása, XIV. Stefánia út 20. Építész vezető tervező: Zombor Gábor DLA - Dicséret

- Havanna Hetivásár, XVIII. Baross u.- Bartha Lajos u. Építész vezető tervezők: Keller Ferenc, Láris Barnabás - Dicséret

### 2021
- Szent Margit Gimnázium tornacsarnoka, XI. Villányi út 5-7. Építész felelős tervezők: Félix Zsolt DLA, Fialovszky Tamás - Nívódíj

- Rumbach Sebestyén utcai zsinagóga rehabilitációja, VII. Rumbach Sebestyén utca 11-13. Építész felelős tervező: Kőnig Tamás DLA, Wagner Péter DLA - Dicséret

- Loffice Budapest közösségi irodaház, VIII. Salétrom utca 4. Építész felelős tervező: Paládi-Kovács Ádám DLA - Dicséret

- Eiffel Műhelyház, X. Kőbányai út 30. Építész felelős tervező: Marosi Miklós (KÖZTI Zrt.) - Dicséret

- Bánáti + Hartvig Építész Iroda, XI. Fehérvári út 38. Építész felelős tervező: Bánáti Béla, Hartvig Lajos DLA - Dicséret

### 2022
- Vizafogó Park és Pavilonépület, XIII. Párkány utca 39-41. Vizafogó Park. Építész felelős tervező: Nagy Csaba, Pólus Károly (pavilonépület), Hómann János, Pécsi Máté (tájépítészet) - Nívódíj

- Attila 99 Loft apartmanház, I. Attila út 99. Építész felelős tervező: Dékány Tibor, Hatvani Ádám - Dicséret

- KOZMO hotel és társasházi lakások az egykori Józsefvárosi Telefonközpont épületében, VIII. Horváth Mihály tér 17-19. Építész felelős tervező: Draskóczy Gergely (KOZMO hotel és társasházi lakások “AA” szárny), Mészáros Gabriella (Társasházi lakások “BB” szárny) - Dicséret

- Bakáts tér és a csatlakozó utcák felszíni rendezése, IX. Bakáts tér. Tájépítész felelős tervező: Steffler István, Szloszjár György - Dicséret

- A15 villa, XII. Alkony út 15/c. Építész felelős tervező: Fazekas Katalin DLA, Vilics Árpád (Kettőpera Stúdió Kft.) - Dicséret

- Budafoki Zöldike Tagbölcsőde, XXII. Terv utca 14/a. Építész felelős tervező: Nagy Csaba, Pólus Károly - Dicséret

### 2023
- A Semmelweis Egyetem Egészségtudományi Karának új épülete, VIII., Szentkirályi utca 12. Felelős építésztervező: Bődi Imre, Frikker Zsolt (Studio Fragment Kft.) - Nívódíj

- H151 társasház, II., Hűvösvölgyi út 151/B. Építész felelős tervező: Déri Dániel, Pásztor Ádám (Studio Kraft Építész Műterem) - Dicséret

- Bástya utcai közpark, V., Bástya utca 1-11. Építész felelős tervező: Koszorú Lajos (Város-Teampannon Kft.), társtervezők: Ágó Mátyás Attila (JASIMA Kft.), Kenese István (Kenese Kft.). Táj- és kertépítész tervező: Kétszeri Ádám Zsolt (Salmus Kft.) - Dicséret

- Drechsler-palota, VI., Andrássy út 25. Generáltervező: Bánáti + Hartvig Építész Iroda Kft. Építész felelős tervező: Bánáti Béla - Dicséret

- Sasadi villa, XI., Botfalu utca 13. Felelős tervező: Földes László (Földes Architects) - Dicséret

- Az M3-as metró középső és déli állomásainak felújítása (Lehel tér - Nyugati pályaudvar - Arany János utca - Deák Ferenc tér - Ferenciek tere - Kálvin tér - Corvin-negyed - Semmelweis Klinikák - Nagyvárad tér - Népliget - Ecseri út - Pöttyös utca - Határ út). Építész tervezők: Hatvani Ádám, Dékány Tibor, Czigléczki Attila, Tóth Máté (sporaarchitects Kft.), Csapó Balázs, Germán Tibor, Gurdon Balázs, Strak-Takács Orsolya, Hargitai Bence, Polonyi Viktor (Paragram Stúdió Kft.), Kosztolányi Zsolt, Klopp András (A Plusz Stúdió Kft.), Brückner Dóra (Bognár Kft.), Antal Máté, Tóth Zoltán (Bright Field Studios Ltd.), Erő Zoltán (Palatium M4 Projekt Kft.) - Dicséret[6]

### 2024
- A Budapesti Gazdasági Egyetem Könyvtár és Hallgatói Központ épülete. Felelős tervezők: Gereben Péter, Marián Balázs (Gereben Marián Építészek) - Nívódíj

- Liget Center Auditórium. Felelős tervezők: Király Zoltán, Bozsik Zoltán (TIBA Építész Stúdió Kft.) - Dicséret

- Inside-in. Felelős tervező: Alexa Zsolt DLA, Rabb Donát, Schreck Ákos DLA (MINUSPLUS) - Dicséret

- A Kelenföldi Alállomás homlokzata. Homlokzati tervek: Hámori Péter, Guba Sándor (GUBAHÁMORI) - Dicséret

- A Normafa Síház felújítása és bővítése. Felelős tervezők: Szabó Levente DLA (Hetedik Műterem Kft), Bartha András DLA (Studio Konstella Kft.) - Dicséret

- A Dráva park megújítása. Felelős tervező: Király-Salgó Borbála, Kontra Dániel (Urban Concept) - Dicséret[7]

## Kapcsolódó honlapok
- A díj saját honlapja:
- Budapest 1990 utáni építészete